# Амазонский мечеклювый древолаз
Амазонский мечеклювый древолаз (лат. Xiphorhynchus spixii) — вид птиц из семейства печниковых. Эндемик восточной части бассейна Амазонки (на территории Бразилии). Назван в честь немецкого натуралиста Иоганна Баптиста фон Спикса (1781—1826). Ранее вид Xiphorhynchus elegans считали подвидом Xiphorhynchus spixii.
МСОП присвоил виду охранный статус LC.

## Описание
Длина тела 18,5—21 см, масса 27—36 г. Клюв средней длины, тонкий и слегка изогнутый.

## Биология
Птицы обитают во влажных равнинных лесах Амазонии и, предположительно, не совершают миграций. Они в основном насекомоядны, в частности, едят крупных кузнечиков.